# Concepción de Buenos Aires
Concepción de Buenos Aires là một đô thị thuộc bang Jalisco, México. Năm 2005, dân số của đô thị này là 5221 người.